# Hainichen
Hainichen är en stad i tyska delstaten Sachsen, 26 km norr om Chemnitz vid floden Striegis. Staden har cirka 8 000 invånare.
Orten blev 1276 för första gången urkundlig dokumenterad. Hainichen fick överregional betydelse för tygproduktionen. Sedan 1933 dominerar automobilindustrin stadens ekonomiska liv.
I Hainichen föddes poeten Christian Fürchtegott Gellert och trädslipens uppfinnare Friedrich Gottlob Keller.